# Clypeaster humilis
Espèce
Le dollar des sables africain (Clypeaster humilis) est une espèce d'oursin irrégulier, présent dans l'océan Indien.

## Description
C'est un oursin irrégulier aplati et légèrement allongé de forme sub-pentagonale à angles arrondis. Sur la face aborale (dorsale), les ambulacres forment un motif de fleur caractéristique de ce groupe, avec ici cinq pétales courts, fermés et arrondis. Son anus a migré vers la périphérie de la face orale (inférieure) du test (coquille), pour former un « arrière », opposé à un « avant ». La bouche est au centre de la face orale, entourée de cinq sillons nourriciers allongés, fins et non ramifiés. Il mesure jusqu'à 8 cm de long pour 1 cm d'épaisseur. Il est recouvert d'un dense tapis de fines radioles (piquants) de couleur blanchâtre à jaunâtre, qui lui servent à progresser dans le sable. Une partie des podia sont modifiés en branchies.

## Habitat et répartition
On trouve cet oursin à faible profondeur sur les fonds sableux de l'océan Indien, de la côte est-africaine et de la Mer Rouge aux Philippines, en passant par le Seychelles, Madagascar et les Maldives. 
On le trouve de la surface à plus de 200 m de fond.

## Écologie et comportement
Cet oursin est un fouisseur : il vit enterré à faible profondeur dans le sable, dont il filtre la fraction organique pour se nourrir de matière organique.